# Cmentarz katolicki w Poddębicach
Cmentarz katolicki – cmentarz rzymskokatolicki, parafialny, pod wezwaniem św. Andrzeja Apostoła w Poddębicach, położony we wschodniej części miasta przy szosie do Łodzi, między ulicami: Łódzką, Zieloną, Przejazd i Wiejską.
Cmentarz jest jednym z trzech cmentarzy Poddębic obok cmentarza ewangelickiego i zniszczonego cmentarza żydowskiego. Posiada dwa wejścia od północy (ulica Łódzka) oraz jedno od wschodu (ulica Przejazd, ulica Zielona). Na terenie cmentarza, w starszej jego części znajduje się 26 mogił powstańców z 1863 roku (lub 56 powstańców). Na nagrobku znajduje się napis Rodakom poległym za wolność Ojczyzny roku 1863 – Rodacy 1917. Obok postawiono również pamiątkową tablicę poświęconą pomordowanym poddębiczanom w latach 1939–1945. Na cmentarzu stoi kaplica grzebalna zbudowana w 1975 roku.